# Powellisetia porcellanoides
Powellisetia porcellanoides är en snäckart som först beskrevs av Powell 1937.  Powellisetia porcellanoides ingår i släktet Powellisetia och familjen Rissoidae. Inga underarter finns listade i Catalogue of Life.